# Nida Eliz Üstündağ
Nida Eliz Üstündağ (Çanakkale, 21 d'octubre de 1996) és una nedadora turca especialitzada en estil papallona. És membre de l'Equip de Natació Galatasaray.
Després de la seva graduació a l'Ankara Atatürk Lisesi, va accedir a la Universitat de Başkent per estudiar psicologia. Üstündağ va competir per la Universitat d'Ankara abans de transferir-se a l'Equip de Natació de Galatasaray SK.
L'any 2014, Üstündağ va competir amb el 50 m papallona femení, 100 m papallona femení i 200 m papallona femení en els Jocs Olímpics d'estiu de la Joventut de Nanqín (Xina). Va participar en els Campionats Europeus de Natació de 2016 a Londres (Regne Unit), i es va situar la 44a posició en l'esdeveniment de 50 m papallona femení.
Va guanyar una plaça per competir per Turquia en els 200 m papallona femení en els Jocs Olímpics d'Estiu de 2016 a Rio de Janeiro (Brasil).